# Nejlepší hiphopový videoklip
Nejlepší hiphopový videoklip je kategorie udílená na MTV Video Music Awards. Udílí se od roku 1999, ale její výsledky vzbudily už nejednou bouřlivé reakce. Největší nevoli se podrobilo zvolení písně I'm Real, kterou odborníci nepovažují za Hip-hop.
| Rok  | Umělec                                   | Video           |
| ---- | ---------------------------------------- | --------------- |
| 1999 | Beastie Boys                             | "Intergalactic" |
| 2000 | Sisqó                                    | "Thong Song"    |
| 2001 | OutKast                                  | "Ms. Jackson"   |
| 2002 | Jennifer Lopez feat. Ja Rule             | "I'm Real"      |
| 2003 | Missy Elliott                            | "Work It"       |
| 2004 | OutKast                                  | "Hey Ya!"       |
| 2005 | Missy Elliott feat. Ciara a Fatman Scoop | "Lose Control"  |
| 2006 | The Black Eyed Peas                      | "My Humps"      |

|-
| 2021 || Travis Scott || "Escape Plan"
|}